# Antoni Tarczyński
Antoni Jan Tarczyński (ur. 11 czerwca 1953 w Karolinie) – polski polityk, samorządowiec, poseł na Sejm II kadencji.

## Życiorys
W 1977 ukończył studia na Wydziale Matematyczno-Fizyczno-Technicznym Wyższej Szkoły Pedagogicznej w Krakowie. Był posłem II kadencji wybranym w okręgu siedleckim z listy Polskiego Stronnictwa Ludowego. Od 1997 kilkakrotnie bez powodzenia kandydował do parlamentu.
W latach 1999–2002 był wójtem gminy Mińsk Mazowiecki, później wiceprezesem Agencji Rynku Rolnego. W 2002, 2006, 2010, 2014, 2018 i 2024 wybierany na radnego powiatu. W 2005 objął funkcję starosty powiatu mińskiego; ponownie wybierany po wyborach w 2006, 2010, 2014 i 2018, urząd ten sprawował do 2024.
Zasiadł we władzach Ochotniczej Straży Pożarnej. Odznaczony Krzyżem Kawalerskim Orderu Odrodzenia Polski (2010), Złotym Krzyżem Zasługi (1999) oraz Srebrną Odznaką „Zasłużony dla Ochrony Przeciwpożarowej” (2009).